# Uhrenmethode
Die Uhrenmethode (polnisch metoda zegara; englisch clock method) war eine kryptanalytische Technik, die um 1934 vom polnischen Codeknacker Jerzy Różycki ersonnen wurde und im Biuro Szyfrów („Chiffren-Büro“ des polnischen Generalstabs) dazu diente, einen Teil des Schlüssels der deutschen Enigma-Maschine zu erschließen, nämlich, welche der drei Enigma-Walzen sich ganz rechts im Walzensatz befand und als „schnelle“ Walze betrieben wurde.

## Hintergrund und Vorgeschichte
Zehn Jahre nach Erfindung der Enigma im Jahr 1918 durch Arthur Scherbius entschloss sich die deutsche Reichswehr, die Scherbiussche Maschine zunächst versuchsweise einzusetzen. Die damals modernste kommerzielle Version, die Enigma D, war dazu exklusiv für den militärischen Einsatz um eine geheime Zusatzeinrichtung, das Steckerbrett, ergänzt worden. Dies stärkte die kryptographische Sicherheit der Enigma (siehe auch: kryptographische Stärken der Enigma). Die als Enigma I (sprich: „Enigma Eins“) bezeichnete Reichswehr-Maschine verkörperte eines der zu dieser Zeit modernsten und sichersten Verschlüsselungsverfahren der Welt. Während es Franzosen und Briten nicht gelang, in die Verschlüsselung einzubrechen und sie die Enigma als „unknackbar“ einstuften, glückte polnischen Kryptoanalytikern in dem für Deutschland zuständigen Referat BS4 des Biuro Szyfrów bereits im Jahre 1932 der erste Einbruch (siehe auch: Entzifferung der Enigma).

## Spruchschlüsselverdopplung
Jerzy Różycki nutzte zusammen mit seinen Kollegen Marian Rejewski und Henryk Zygalski einen schwerwiegenden verfahrenstechnischen Fehler aus, der den Deutschen unterlief: Um eine sichere Übertragung zu gewährleisten, wurde die Anfangsstellung der Walzen zweimal hintereinander an den Anfang einer Nachricht gestellt und als Spruchschlüssel verschlüsselt übertragen („Spruchschlüsselverdopplung“). Zur Verschlüsselung der Anfangsstellung war zu dieser Zeit vorgeschrieben, die drei Walzen auf eine „Grundstellung“ zu drehen, die als Teil des Schlüssels für alle Teilnehmer einheitlich vorgeschrieben war. Somit war der erste und vierte, der zweite und fünfte sowie der dritte und sechste Geheimtextbuchstabe jeweils demselben Klartextbuchstaben zuzuordnen. Diese (fehlerhafte) Vorschrift wurde von den Deutschen erst am 15. September 1938 geändert, indem ein neues Indikatorverfahren mit dann frei wählbarer Grundstellung für die Spruchschlüsselverschlüsselung eingeführt wurde.

## Methode
Den Polen lagen in der Regel Hundert oder mehr Enigma-Funksprüche vor, so dass sie zumeist einige Dutzend finden konnten, bei denen die ersten beiden Buchstaben des verschlüsselten Spruchschlüssels identisch waren und der dritte unterschiedlich. Daraus konnten sie schließen, dass die dazugehörigen Geheimtexte mit identischen Anfangsstellungen der linken und mittleren Walze verschlüsselt worden waren. Durch Vergleich der unterschiedlichen Geheimtexte, mit der Kenntnis, dass die Walzenüberträge bei den Walzen I, II und III bei unterschiedlichen Buchstaben erfolgen (Q-R, E-F beziehungsweise V-W) und unter Ausnutzung des Koinzidenzindexes konnten sie erschließen, welche der drei Walzen sich an der rechten Seite im Walzensatz befand. Nur bei „phasenrichtiger“ Anordnung der beiden Geheimtexte ergab sich nämlich aufgrund der statistisch bekannten ungleichen Buchstabenhäufigkeit in deutschsprachigen Texten ein deutlicher Anstieg des Koinzidenzindexes über den von Zufallstexten oder nicht phasenrichtig angeordneten Geheimtexten von 3,8 % (≈ 1/26) hinaus auf merkliche 5 % bis 6 %. Aus der so festgestellten korrekten Phasenlage und den bekannten Übertragsbuchstaben der drei in Frage kommenden Walzen entlarvte sich die eingesetzte rechte Walze.
Die britischen Codebreakers im englischen Bletchley Park (B.P.) lernten im Juli 1939 beim Geheimtreffen von Pyry von den Polen die Uhrenmethode, wie auch andere kryptanalytische Methodiken, kennen und erweiterten sie zum Banburismus.